# Heterometrus tristis
Heterometrus tristis ist ein indischer Skorpion aus der Familie Scorpionidae.

## Beschreibung
Heterometrus tristis ist ein Skorpion mit grünlich-schwarzer Grundfarbe, der männliche Holotyp hat der Erstbeschreibung zufolge eine Länge von 116 Millimetern. Spätere Größenangaben für das Typmaterial weichen davon erheblich ab. Couzijn nannte eine Größe von 120 Millimetern für ein männliches und 110 Millimetern für ein weibliches Tier. Die indischen Arachnologen Tikader und Bastawade gaben an, die weiblichen Tiere würden größer als die männlichen. Sie nannten für das Typmaterial Größen von 98,5 Millimetern für das weibliche und 75,5 Millimeter für das männliche Tier. Die Giftblase ist rötlich-gelb und die Beine sind heller als der Körper, bis hin zu gelber Farbe. Der Carapax hat in der Mitte eine glatte und glänzende Oberfläche, an den Rändern ist er mit Granulen bedeckt. Das Metasoma ist etwa drei Mal so lang wie der Carapax. Die Kämme des Kammorgans haben 17 bis 18 Zähne.
Wie viele andere Arten der Gattung Heterometrus zeigt Heterometrus tristis einen ausgeprägten Sexualdimorphismus in der Form und den Proportionen der Glieder ihrer Pedipalpen. Die Chelae der Pedipalpen sind bei den weiblichen Skorpionen wesentlich breiter als bei den männlichen.
Heterometrus tristis ähnelt, der Erstbeschreibung folgend, den Arten Heterometrus fulvipes und Heterometrus wroughtoni. Heterometrus wroughtoni ist jedoch kleiner und hat vergleichsweise deutlich breitere Chelae. H. W. C. Couzijn gab in seiner Revision von Heterometrus an, dass die Art Heterometrus phipsoni ähnele. Die von Couzijn zur Unterscheidung der Arten herangezogenen morphologischen Merkmale wurden von Kovařík 2004 in Frage gestellt. Dieser konnte die Typexemplare nicht begutachten. Er hielt Heterometrus tristis dennoch für sehr ähnlich oder sogar für identisch mit Heterometrus gravimanus.

## Verbreitung und Lebensraum
Für die Terra typica von Heterometrus tristis wurde in der Erstbeschreibung angegeben: Tirupati Hills, North Arcot District, two males. Venkatagiri Hills, Nellore District, two females and one young male. Der Fundort lag auf einer Höhe von 650 bis 1.000 Metern über dem Meeresspiegel. Der erste Fundort befindet sich bei der Stadt Tirupati im heutigen Distrikt Chittoor, der zweite bei Venkatagiri im Distrikt Nellore. Beide Fundorte liegen im Süden des Bundesstaates Andhra Pradesh, nahe der Grenze zu Tamil Nadu. Spätere Autoren gaben als Verbreitungsgebiet stets beide Bundesstaaten an, diese Angaben gingen jedoch auf eine falsche Lokalisierung der Tirupati Hills zurück.

## Lebensweise
Der Sammler der Typexemplare gab 1904 an, dass die Skorpione in kurzen Wohnröhren gefunden worden seien, deren Eingang unter großen Steinen gelegen habe. In einigen Fällen seien in den Wohnröhren der Skorpione kleine Frösche der Art Uperodon variegatus gefunden worden. Von diesen etwa 35 bis 40 Millimeter langen Fröschen ist bekannt, dass sie häufig in Termitenhügeln Unterschlupf suchen und sich mit Skorpionen der Gattung Heterometrus in deren Wohnröhren vergesellschaften. Im Falle einer Störung laufen sie unbehelligt über die Skorpione hinweg; wenn ein Skorpion über sie hinwegläuft, verfallen sie in eine Starre und bleiben unbeachtet. Die Frösche geben bei Reizung ein giftiges Hautsekret ab, das sie vor Übergriffen durch die Skorpione zu schützen scheint.

## Systematik

### Erstbeschreibung
Die Erstbeschreibung erfolgte 1919 durch John Robertson Henderson auf der Grundlage von zwei adulten männlichen, zwei weiblichen und einem subadulten männlichen Skorpionen. Diese waren 1904 am Typfundort gesammelt worden.

### Typusmaterial
Das Typusmaterial befindet sich in der Sammlung des Zoological Survey of India in Kalkutta. H. W. C. Couzijn nannte 1981 in seiner Revision der Gattung Heterometrus als adulte Exemplare einen männlichen Holotypen, einen Allotypen, und einen männlichen Paratypen.

### Etymologie
Der Autor der Erstbeschreibung machte keine Angaben zu Bedeutung des Artnamens. Im Lateinischen bedeutet tristis traurig oder düster.

### Synonyme (chronologisch)
- Palamnaeus tristis Henderson, 1919: der Name wurde von Henderson in seiner Erstbeschreibung vergeben, die Gattung Palamnaeus war jedoch bereits 1879 von Ferdinand Karsch zum Synonym von Heterometrus erklärt worden.[11]
- Heterometrus (Chersonesometrus) tristis Couzijn, 1981: H. W. C. Couzijn beschrieb 1981 die Untergattung Chersonesometrus, in die er auch Heterometrus tristis stellte. Die Untergattung Chersonesometrus und alle anderen von Couzijn beschriebenen Untergattungen von Heterometrus wurden 2004 von František Kovařík in seiner Revision der Gattung Heterometrus aufgehoben.[2][5]